# Karel Huss
Karel Huss, též Karl Huß (3. ledna 1761, Most – 19. prosince 1838, Kynžvart), byl český (sudetoněmecký) kat a sběratel.

## Původ a vzdělání
Narodil se v české katovské rodině, a přestože se rodina snažila, aby nemusel vykonávat toto řemeslo, i on se nakonec stal katem, stejně jako jeho otec Jan Pavel Huss. Ačkoli pocházel z devíti dětí, naživu zůstal jen Karel a jeho dvě sestry.
Do školy chodil na mostecké piaristické gymnázium, kde patřil k nadaným a pilným žákům. Když se ale později spolužáci a vyučující dozvěděli, z jaké rodiny pochází, začali jím pohrdat a fyzicky ho napadat. A protože mu otec zakázal školu opustit, utekl z města. Byl ale nalezen v Lounech a přiveden zpět do Mostu.
Karel ani jeho otec se nechtěli smířit s tím, že by zdědil katovské řemeslo, proto mu otec obstaral soukromého učitele, který ho učil se čtení, psaní, latině, přírodním vědám a dalším potřebným vědám. Největší jeho láskou byla botanika. A protože se jeho otec vyznal v léčení a byl výborný zvěrolékař, učil se od něj Karel vše o přípravě léčivých nápojů a mastí.
V roce 1775 mu zemřela matka. Otec se ale již po třech měsících oženil znovu, a to Monikou Urslovou z Úštěka u Litoměřic.

## Profesionální kariéra
Svoji první popravu vykonal Karel Huss již v roce 1776, kdy ve svých necelých patnácti letech pod otcovým dohledem oběsil kostelního zloděje. V roce 1779 odešel do světa na zkušenou, nejdříve do Drážďan a poté do Chebu, kde byl katem jeho strýc Karel Illián Huss. Jelikož už byl strýc starý a slabý, byl Karel Huss 16. 4. 1781 v Chebu jmenován městským katem. Nástupní plat měl 54 zlatých a 6 strychů žita jako roční deputát. Hlavní příjem doplňovaly nejrůznější poplatky, které jako mistr popravčí dostával za speciální práce.
V Chebu se seznámil s Žofií, dcerou bohatého chebského pekaře, kterou vyléčil. I přes zákaz rodičů se Žofie s Karlem dál vídala, a i když byla o 20 let starší a nedostala rodičovské požehnání, uskutečnila se dne 8. 9. 1782 v kostelíku sv. Michala v Chebu jejich svatba. Manželství zůstalo bezdětné.
Když císař Josef II. zrušil trest smrti, byl Karel Huss propuštěn a dal se na léčení nemocných. V tomto oboru se vyznal a brzy si získal vynikající pověst, přineslo mu to ale jenom problémy, neboť si na něj stěžovali lékaři, lékárníci a lazebníci, které připravoval o zákazníky a zisky. Proto na nějaký čas s léčením přestal, ale později se k němu zase vrátil.
V listopadu 1789 byla funkce popravčího obnovena a Karel Huss byl na toto místo znovu přijat, ale ne aby popravoval, ale aby veřejně vypaloval odsouzencům cejch – znamení hanby.

## Soukromé studium a sběratelství
V té době se vztah okolí k Hussovi začal pomalu měnit a lidé se mu už tolik nevyhýbali, naopak mezi občany města zvolna nabýval pověsti učence. Začal studovat historii a prostudoval prakticky všechny dostupné prameny k dějinám města Chebu. Svá zjištění shromáždil do rozsáhlé ilustrované kroniky a znalosti folklóru do rukopisu O pověrách (Vom Aberglauben), posmrtně několikrát vydaném. Karel Huss začal sbírat starožitnosti, přírodniny a mince. Sbírky shromažďoval ve stísněných prostorách katovny, která měla pouze malou předsíň a dvě místnosti. Ve skříních a policích měl vystaveny minerály, horniny, mušle, vycpané ptáky, vzácná dřeva, staré zbraně, helmy, brnění, mučidla, vlastní i zděděné popravčí meče. Malé muzeum v katovně se stalo známým a začali sem chodit nejrůznější návštěvníci, dokonce i lidé z nejvyšších kruhů. Několikrát sem z popudu policejního rady města Chebu J. S. Grünera zavítal i básník Johann Wolfgang Goethe, se kterým se Huss spřátelil a který ho vybídl k sepsání pojednání o pověrách.
Přes třicet let se Huss věnoval sběratelské činnosti, která ho velmi těšila. Po smrti své ženy Žofie (3. 12. 1824) se přestal stýkat s okolím a věnoval se jen svým sbírkám. Začal se zamýšlet nad dalším osudem sbírky, uvědomoval si cenu nashromážděných předmětů jako celku a obával se, aby po jeho smrti sbírka nebyla zničena. Proto nabídl svou sbírku městu Chebu, ale zde neuspěl.

## Zámek Kynžvart
Goethův průvodce Chebskem, magistrátní rada Josef Sebastian Grüner (1780–1864), se proto obrátil rovnou na knížete Metternicha, který o sbírku projevil zájem. Aby spojení popravčího s Jeho Jasností knížetem nebudilo rozpaky, rezignoval Huss na své služby městu a na návrh magistrátního rady Grünera byl přijat do měšťanského stavu. Teprve poté se mohl stát kustodem uměleckých sbírek nově založeného kabinetu na zámku Kynžvart. Smlouva byla podepsána dne 12. 9. 1827, ale teprve 20. 5. 1828 mohl Huss na čtyřech vozech odvézt sbírku na zámek Kynžvart. Jeho rukopisy se staly součástí kynžvartské knihovny, která se postupně rozrostla na více než 10 000 děl, obsažených v 37 000 svazcích. Stal se tak správcem a kustodem jednoho z prvních zámeckých muzeí ve střední Evropě. A jím zůstal bývalý chebský kat až do své smrti.
Pochován byl na hřbitově v Kynžvartu na úpatí Císařského (dnes Slavkovského) lesa. Jeho hrob se ale nedochoval, protože kříž označující jeho hrob zmizel.